# 天主教杜姆加教区
天主教杜姆加教區 （拉丁語：Dioecesis Dumkaënsis）是印度一個羅馬天主教教區，屬蘭契總教區。
馬爾達宗座監牧區成立於1952年1月17日，1962年8月8日升為教區。
教區包括賈坎德邦東北部四縣。2006年有教友100,642人（佔轄區總人口3.0%）、廿六個堂區、106名司鐸。現任教區主教為儒利烏‧馬蘭迪。